# Jetro
No Antigo Testamento ou na Bíblia hebraica, Jetro (em hebraico: יִתְרוֹ, hebraico padrão: Yitro, hebraico tiberiano: Yiṯrô; cujo significado é "Sua Excelência/Posteridade"; em árabe: شعيب; romaniz.: Shoaib) é o sogro de Moisés, um pastor queneu e sacerdote de Midiã. Ele também é reverenciado como um profeta em seu próprio direito na religião drusa, e considerado um ancestral dos drusos.

## Em Êxodo

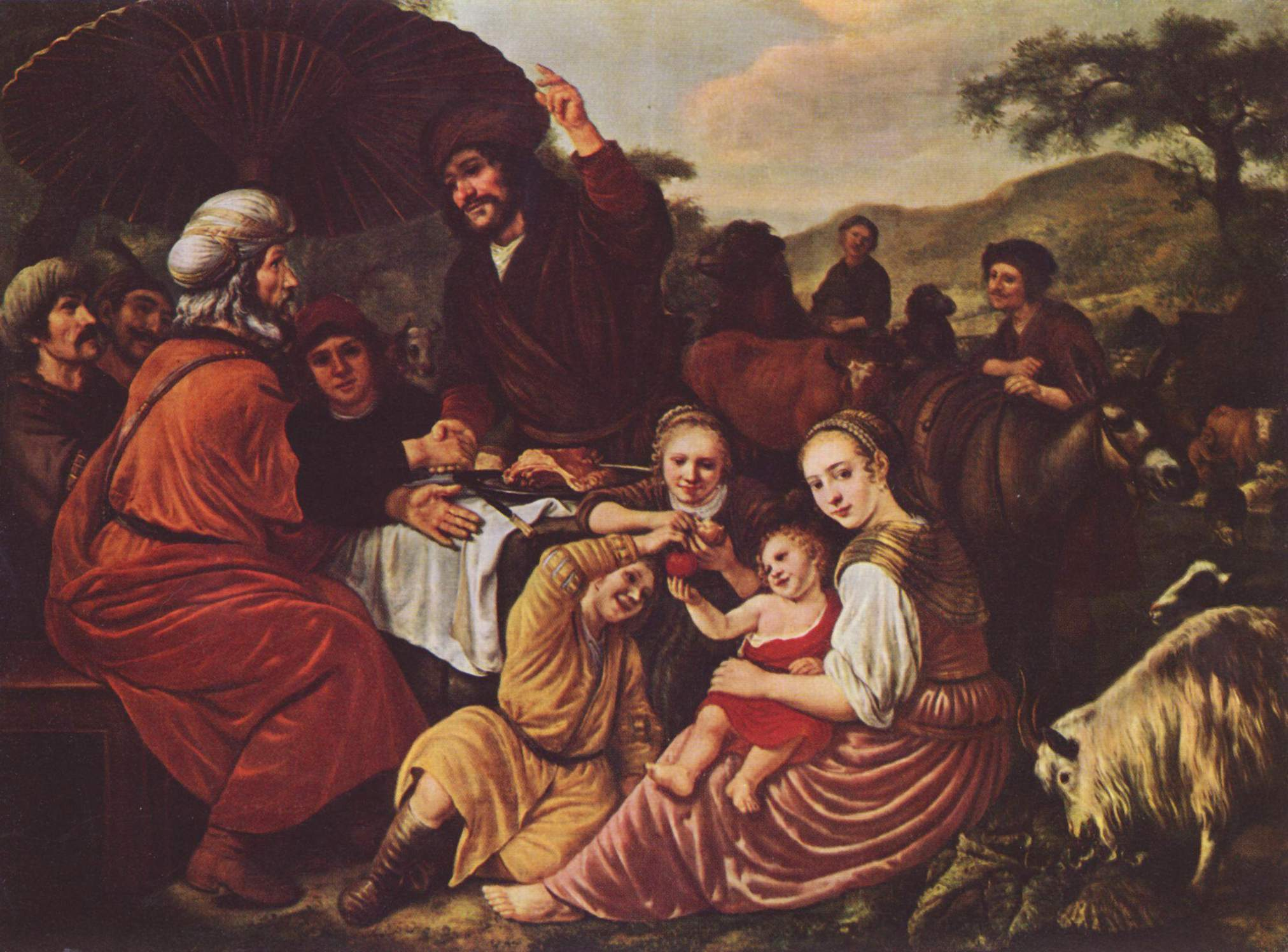
"Moisés se despede de Jetro", por Jan Victors, c. 1635, do incidente em. Jetro está sentado à esquerda, em vermelho.

Jetro é chamado como um sacerdote de Midiã e tornou-se sogro de Moisés depois que ele deu a sua filha, Zípora, em casamento a Moisés. Ele é introduzido em Êxodo 2:18.
Jetro é registrado como vivendo em Midiã, um território que se estende ao longo da borda oriental do Golfo de Aqaba, no que é hoje, noroeste da Arábia Saudita. Alguns acreditam que Midiã está dentro da Península do Sinai. Mapas bíblicos da antiguidade mostram Midiã em ambos os locais.[carece de fontes?]
A filha de Jetro, Zípora, tornou-se esposa de Moisés após este fugir do Egito, depois de ter matado um egípcio que estava batendo em um escravo hebreu. Moisés é relatado como tendo trabalhado como pastor de Jetro por 40 anos antes de retornar ao Egito para conduzir os hebreus para Canaã, a "terra prometida". Depois que Moisés tinha começado a liderar os israelitas em seu Êxodo, foi Jetro que o encorajou a nomear outras pessoas para compartilhar o fardo do ministério para a nação de Israel, permitindo que outros o ajudassem no julgamento de questões menores que vinham a ele. Isto ocorre na porção da Torá Yitro (Êxodo 18:1–20 - Êxodo 20:23).

## Visão Islâmica
Jetro é considerado como um profeta do Islão mencionado no Alcorão. Ele é tradicionalmente associado com a figura bíblica chamada de Jetro, e acreditava ser descendente direto de Abraão, bem como Moisés (padrasto).
Os muçulmanos acreditam que ele foi designado por Deus para ser um profeta para as pessoas que viveram no leste do monte Sinai, o povo de Madian e Ayka. A população destas terras eram especialmente conhecidas por enganarem e serem desonestas. Jetro admoestá-los contra tais ações, mas eles não escutavam. Posteriormente, ambas as terras foram destruídas pela ira de Deus. (Ver 7:91)
Apesar dessa alegação, de acordo com Abdullah Yusuf Ali, em seu comentário sobre o capítulo 7:85 ele disse:

 Jetro pertence a tradição árabe, em vez de tradição judaica, à qual ele é desconhecido. Sua identificação com Jetro, como padrasto de Moisés é rejeitado. Não existe qualquer semelhança quer em nomes ou incidentes (Jetro e Shoaib, e existem dificuldades cronológicas. Se, como os comentaristas dizem, Shoaib estava na quarta geração de Abraão, sendo um bisneto de Madian (filho de Abraão), ele seria apenas um século do tempo de Abraão, que o Bíblia hebraica nos daria um período de quatro a seis séculos entre Abraão e de Moisés. O simples fato de Jetro ser um midianita que outro nome de Hobab, é mencionado para um padrasto de Moisés, em Num.x.29, é de fácil  identificação. Como os Midianitas eram sobretudo uma tribo nômade, que não precisavam ser surpreendido pelo facto de a sua destruição em um ou dois assentamentos não afetou a sua vida, vagueando nas seções da tribo em outras regiões geográficas.
- Abdullah Yusuf Ali,O Sagrado Alcorão: Texto, Tradução e Comentário, n 1054, p. 365

Ele ainda argumentou a missão de Jetro terminou em uma da cidade Midianita, que foi completamente destruída por um terremoto (ver 7:91), e que, se isto aconteceu no século depois de Abraão, não há dificuldade em supor que eles foram novamente uma tribo numerosa três ou cinco séculos mais tarde, no tempo de Moisés.

## Tumba de Jetro
O túmulo de Jetro é bem preservado na Jordânia, que está localizada 2 km oeste da cidade de O Mahis, em uma área chamada "Wadi Shoaib".
Outro local reconhecido como o túmulo de Jetro está situado perto do "Chifres de Hatim" na Baixa Galileia. O local é sagrado para o povo  Druzo.